# Bully (Sena Marítim)
Bully és un municipi francès situat al departament del Sena Marítim i a la regió de Normandia. L'any 2007 tenia 871 habitants.

## Demografia

### Població
El 2007 la població de fet de Bully era de 871 persones. Hi havia 326 famílies de les quals 56 eren unipersonals (36 homes vivint sols i 20 dones vivint soles), 117 parelles sense fills, 141 parelles amb fills i 12 famílies monoparentals amb fills.
La població ha evolucionat segons el següent gràfic:
Habitants censats

### Habitatges
El 2007 hi havia 371 habitatges, 330 eren l'habitatge principal de la família, 36 eren segones residències i 5 estaven desocupats. 369 eren cases i 1 era un apartament. Dels 330 habitatges principals, 280 estaven ocupats pels seus propietaris, 40 estaven llogats i ocupats pels llogaters i 9 estaven cedits a títol gratuït; 1 tenia una cambra, 3 en tenien dues, 36 en tenien tres, 69 en tenien quatre i 221 en tenien cinc o més. 305 habitatges disposaven pel capbaix d'una plaça de pàrquing. A 143 habitatges hi havia un automòbil i a 163 n'hi havia dos o més.

### Piràmide de població
La piràmide de població per edats i sexe el 2009 era:
| Homes | Edats   | Dones |
| ----- | ------- | ----- |
| 4     | 95 o +  | 0     |
| 0     | 90 a 94 | 0     |
| 4     | 85 a 89 | 8     |
| 0     | 80 a 84 | 4     |
| 12    | 75 a 79 | 12    |
| 16    | 70 a 74 | 8     |
| 24    | 65 a 69 | 48    |
| 12    | 60 a 64 | 20    |
| 16    | 55 a 59 | 4     |
| 32    | 50 a 54 | 16    |
| 36    | 45 a 49 | 36    |
| 36    | 40 a 44 | 20    |
| 40    | 35 a 39 | 44    |
| 20    | 30 a 34 | 12    |
| 16    | 25 a 29 | 32    |
| 40    | 20 a 24 | 20    |
| 20    | 15 a 19 | 28    |
| 32    | 10 a 14 | 28    |
| 36    | 5 a 9   | 12    |
| 28    | 0 a 4   | 12    |

## Economia
El 2007 la població en edat de treballar era de 568 persones, 423 eren actives i 145 eren inactives. De les 423 persones actives 392 estaven ocupades (222 homes i 170 dones) i 30 estaven aturades (12 homes i 18 dones). De les 145 persones inactives 37 estaven jubilades, 50 estaven estudiant i 58 estaven classificades com a «altres inactius».

### Ingressos
El 2009 a Bully hi havia 339 unitats fiscals que integraven 880 persones, la mediana anual d'ingressos fiscals per persona era de 18.337 €.

### Activitats econòmiques
Dels 17 establiments que hi havia el 2007, 1 era d'una empresa extractiva, 1 d'una empresa alimentària, 3 d'empreses de construcció, 2 d'empreses de comerç i reparació d'automòbils, 3 d'empreses de transport, 2 d'empreses d'hostatgeria i restauració, 3 d'empreses de serveis i 2 d'empreses classificades com a «altres activitats de serveis».
Dels 5 establiments de servei als particulars que hi havia el 2009, 2 eren fusteries, 1 lampisteria i 2 restaurants.
Dels 2 establiments comercials que hi havia el 2009, 1 era una botiga de menys de 120 m² i 1 una fleca.
L'any 2000 a Bully hi havia 33 explotacions agrícoles que ocupaven un total de 1.056 hectàrees.

## Equipaments sanitaris i escolars
El 2009 hi havia una escola elemental.

## Poblacions més properes
El següent diagrama mostra les poblacions més properes.